# Bambusa brevispicula
Bambusa brevispicula là một loài thực vật có hoa trong họ Hòa thảo. Loài này được Holttum mô tả khoa học đầu tiên năm 1967.